# Periyapatti
Periyapatti là một thị trấn thống kê (census town) của quận Namakkal thuộc bang Tamil Nadu, Ấn Độ.

## Địa lý
Periyapatti có vị trí 10°45′B 77°16′Đ / 10,75°B 77,27°Đ Nó có độ cao trung bình là 309 mét (1013 feet).

## Nhân khẩu
Theo điều tra dân số năm 2001 của Ấn Độ, Periyapatti có dân số 10.333 người. Phái nam chiếm 51% tổng số dân và phái nữ chiếm 49%. Periyapatti có tỷ lệ 69% biết đọc biết viết, cao hơn tỷ lệ trung bình toàn quốc là 59,5%: tỷ lệ cho phái nam là 76%, và tỷ lệ cho phái nữ là 62%. Tại Periyapatti, 12% dân số nhỏ hơn 6 tuổi.